# Mühlheim an der Donau
Mühlheim an der Donau este un oraș din landul Baden-Württemberg, Germania.

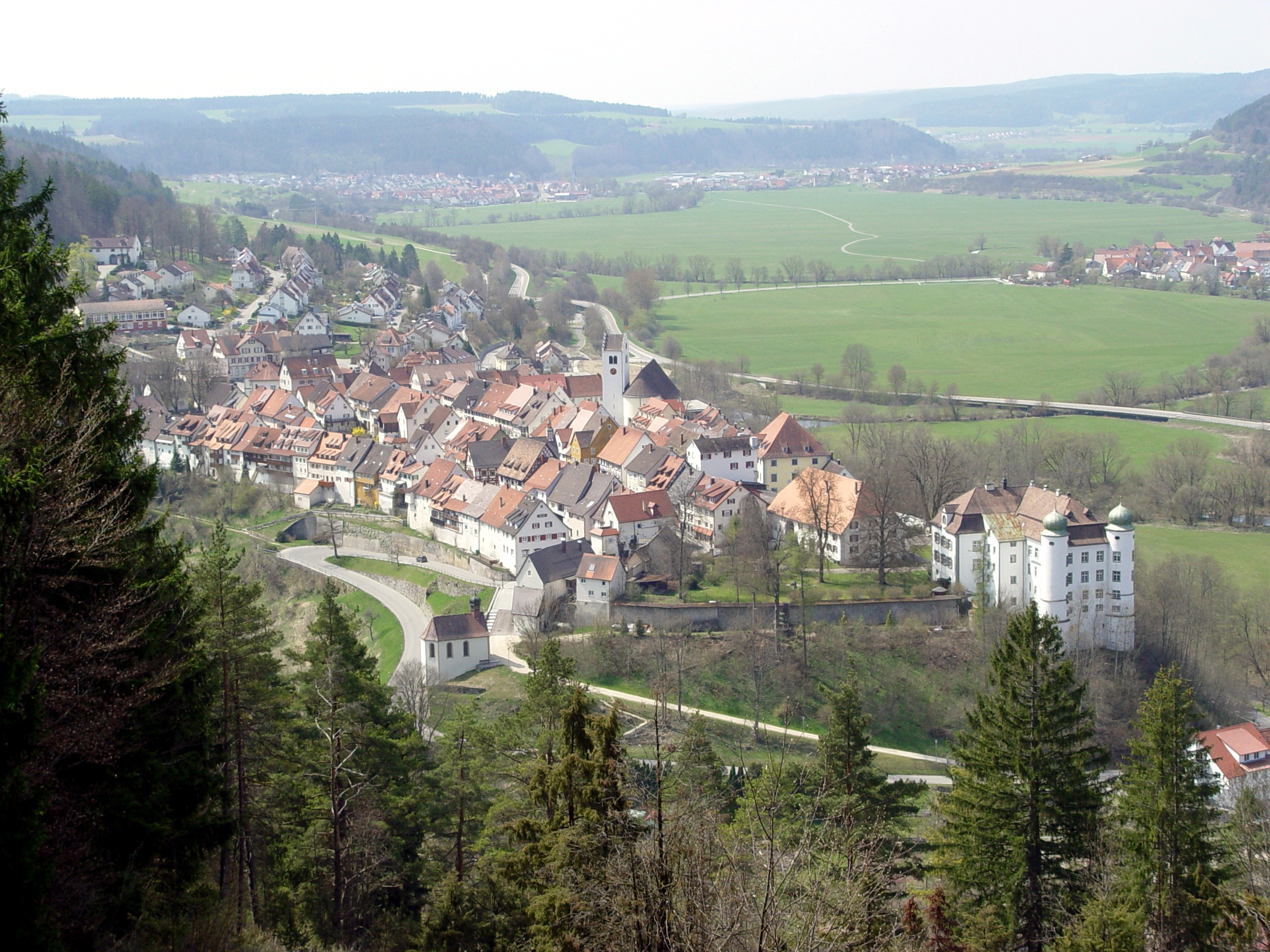
Mühlheim

1. ↑   http://www.statistik.baden-wuerttemberg.de/BevoelkGebiet/Bevoelkerung/01515020.tab?R=GS327036 Lipsește sau este vid: |title= (ajutor)